# Bengalske hær
Den Bengalske hær var hæren i den bengalske region (Precidency), der var den ene af de tre regioner i Britisk Indien i det britiske imperium.
Regionernes hærstyrker tilhørte ligesom regionerne Det britiske Ostindiske kompagni (East India Company) indtil loven om Indiens stilling i imperiet trådte i kraft i 1858 efter opstanden i 1857. Ved loven blev de tre regioner (until the Government of India Act 1858 (presidencies) overført til den britiske krone. I 1895 blev de tre regioners hære sammenlagt til British Indian Army.
Den bengalske hær blev grundlagt i 1756 og var aktiv frem til 1895. I 1876 rådede hæren over 105.000 mand. Efter indlemmelsen i British Indian Army fungerede hæren under navnet Bengal Command. Styrken bortfaldt i 1908.